# Davey Richards
Wesley David "Davey" Richards (1 de marzo de 1983), es un exluchador profesional más conocido como Davey Richards.  y también ha luchado para varias promociones independientes, principalmente Pro Wrestling Guerrilla (PWG), Ring of Honor (ROH), Major League Wrestling (MLW), y en Impact Wrestling (IW).
Richards es cuatro veces Campeón Mundial al haber sido una vez Campeón Mundial de ROH, una vez Campeón Mundial de PWG, dos veces Campeón Mundial Peso Pesado de FIP. También ha sido tres veces Campeón Mundial en Parejas de PWG, tres veces Campeón Mundial en Parejas de ROH, cinco veces Campeón Mundial en Parejas de TNA, dos veces Campeón en Parejas Peso Pesado Júnior de IWGP. Fue el ganador de Battle of Los Angeles de 2006.

## Carrera

### Pro Wrestling Guerrilla (2005–2013)
Richards fue luchador amateur en la escuela secundaria, y estaba bien entrenado en Muay Thai y Jiu-jitsu brasileño antes de entrar a la lucha libre profesional en el 2004. El comenzó en Pro Wrestling Guerrilla, donde desenmascaró a Puma. Richards también luchó contra Rocky Romero y Quicksilver. En octubre del 2005, Richards hizo equipo con Super Dragon para ganar PWG World Tag Team Championship, retuvieron el título por muchos meses, derrotando a equipos como Disco Machine & Excalibur, El Generico & Quicksilver, Los Luchas, Kings of Wrestling y A.J. Styles & Christopher Daniels. Finalmente perdieron el título contra Arrogance en mayo del 2006. El 3 de septiembre del 2006, ganó la Battle of Los Angeles derrotando a CIMA de la promoción japonesa Dragon Gate en las finales. Después de ganar el torneo, Richards declaró que su próximo objetivo sería ganar el GHC Junior Heavyweight Championship.
El 17 de noviembre del 2006, Richards ganó el PWG World Tag Team Championship por segunda vez haciendo equipo con Roderick Strong derrotando a los campeones B-Boy & Super Dragon. A la siguiente noche en el evento principal el equipo perdió los títulos de nuevo contra B-Boy y Super Dragon.
El 27 de octubre del 2007, durante la segunda noche de European Vacation II, Richards y Super Dragon derrotaron a Kevin Steen & El Generico por el PWG World Tag Team Championship dándole a Richards su tercer reino, y el quinto de Dragon, y su segundo reinado como equipo. Luego de no llegar el 27 de enero a Pearl Habra show, Richards y Dragon fueron despojados de sus títulos, que luego los ganarían Joey Ryan y Scott Lost, y luego fueron suspendidos por sesenta días. Richards regresó a PWG en mayo, compitiendo en Dynamite Duumvirate Tag Team Title Tournament con Super Dragon. Luego de ser eliminados en la primera ronda contra el equipo de Kevin Steen y El Generico, Dragon sufre una lesión en el hombro durante la pelea, dejando a Richards para que compitiera individualmente.

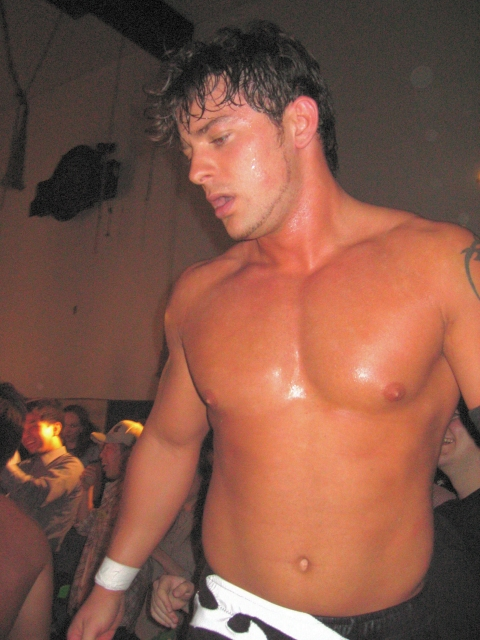
Richards después de derrotar a Excalibur en 2005.

El 1 de noviembre del 2008, Richards regresó a PWG para participar en Battle of Los Angeles, su cuarta vez en el torneo. Richards fue derrotado en la primera ronda por Bryan Danielson, sin embargo la noche siguiente, Richards hizo equipo con Roderick Strong y Austin Aries para luchar en una lucha de equipos, combate que ganaron por Richards que le hizo la cuenta Necro Butcher.
Luego, el 10 de enero se enfrentó junto a Roderick Strong a The Young Bucks por el Campeonato Mundial en Parejas de la PWG, pero retuvieron los campeones. Finalmente, el 27 de febrero de 2010 derrotó a Kenny Omega, ganando el Campeonato Mundial de la PWG. Tras defenderlo el 10 de abril y el 30 de julio ante Strong y Chris Hero respectivamente, le fue retirado el 13 de septiembre, ya que no podía acudir a defenderlo por tener otros combates en otras empresas.
Regresó a la empresa en WrestleReunion 5 el 29 de enero de 2011, siendo derrotado por Low Ki. El 4 de marzo, él y Eddie Edwards participaron en el torneo DDT4, llegando a las semifinales, perdiendo ahí contra los ganadores del torneo, The Young Bucks (Matt & Nick Jackson). El 10 de septiembre volvió a luchar, enfrentándose al Campeón Mundial Kevin Steen por el título, pero fue derrotado.

### Otras promociones
El 8 de abril del 2006, Richards ganó el ECWA Super 8 Tournament derrotando a Scott Lost, Milano Collection A.T. y Charlie Haas. Luego de ganar este torneo Richards empezó a trabajar en diferentes empresas, en las que se incluyen NWA Anarchy, Ring of Honor y la promoción hermana de ROH, Full Impact Pro.

### Ring of Honor (2006–2013)

#### 2006

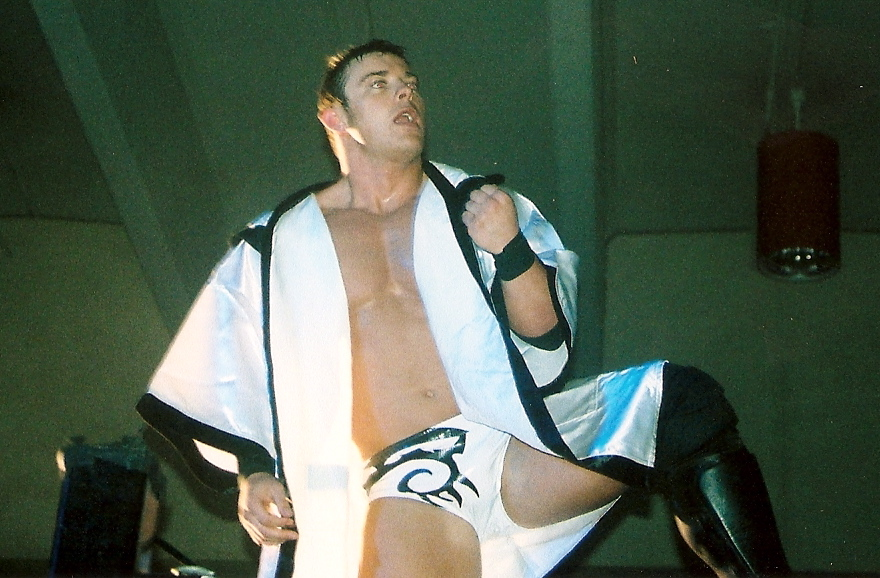
Richards en un evento de ROH.

El 3 de junio del 2006 en el programa Destiny, Richards hizo su debut en ROH derrotando a Jimmy Rave. Esta derrota disgustó a Rave, quien retó a Davey a la revancha en In Your Face el 17 de junio. El la lucha cuando Rave iba entrando los fanes empezaron a lanzarle papel higiénico, esto hizo que Rave se golpeara con una lámpara y rompiera algunos vidrios en el ring. Sin embargo los dos lucharon en el vidrio, resultando numerosos cortes en el cuerpo de los hombres, Richards ganó la revancha.
Poco después, Richards fue elegido como el protegido de KENTA, luchador japonés de Pro Wrestling Noah. El 4 de agosto, hicieron pareja para enfrentar a The Briscoe Brothers, a Richards le hicieron la cuenta luego de un Spike Jay-Driller. A la noche siguiente Richards enfrentó a su mentor en Fight of the Century, no consiguió la victoria, luego de que KENTA le hiciera su movimiento personal, el «Go 2 Sleep».

#### 2007
El 14 de junio, ROH anunció que Richards iba a hacer su debut en Japón el 25 de junio como representante de ROH, en su tour de tres semanas en Pro Wrestling Noah.

#### 2008–2009
El 26 de enero del 2008, Richards y su compañero del stable No Remorse Corps Rocky Romero capturaron el Campeonato Mundial en Parejas de ROH derrotando a The Age of the Fall (Jimmy Jacobs & Tyler Black) en una Ultimate Endurance Match en la que también lucharon B.J. Whitmer & Brent Albright y Austin Aries & Bryan Danielson. Ellos retuvieron el título hasta el 12 de abril en Injustice, donde The Briscoe Brothers recapturaron sus títulos. El 8 de junio del 2008, No Remorse Corps ayudaron a Roderick Strong a derrotar a Erick Stevens para terminar su feudo ese año. Richards terminó la celebración golpeando a Strong y uniéndose a Sweet and Sour Inc. Richards fue enviado por Larry Sweeney junto con Roderick Strong a Pro Wrestling NOAH para la gira de verano. La primera lucha de Richards fue contra Strong en Battle of the Best, pero no pudo ganar. La revancha se llevó a cabo en The French Connection Montreal, donde Richards recogió la victoria.

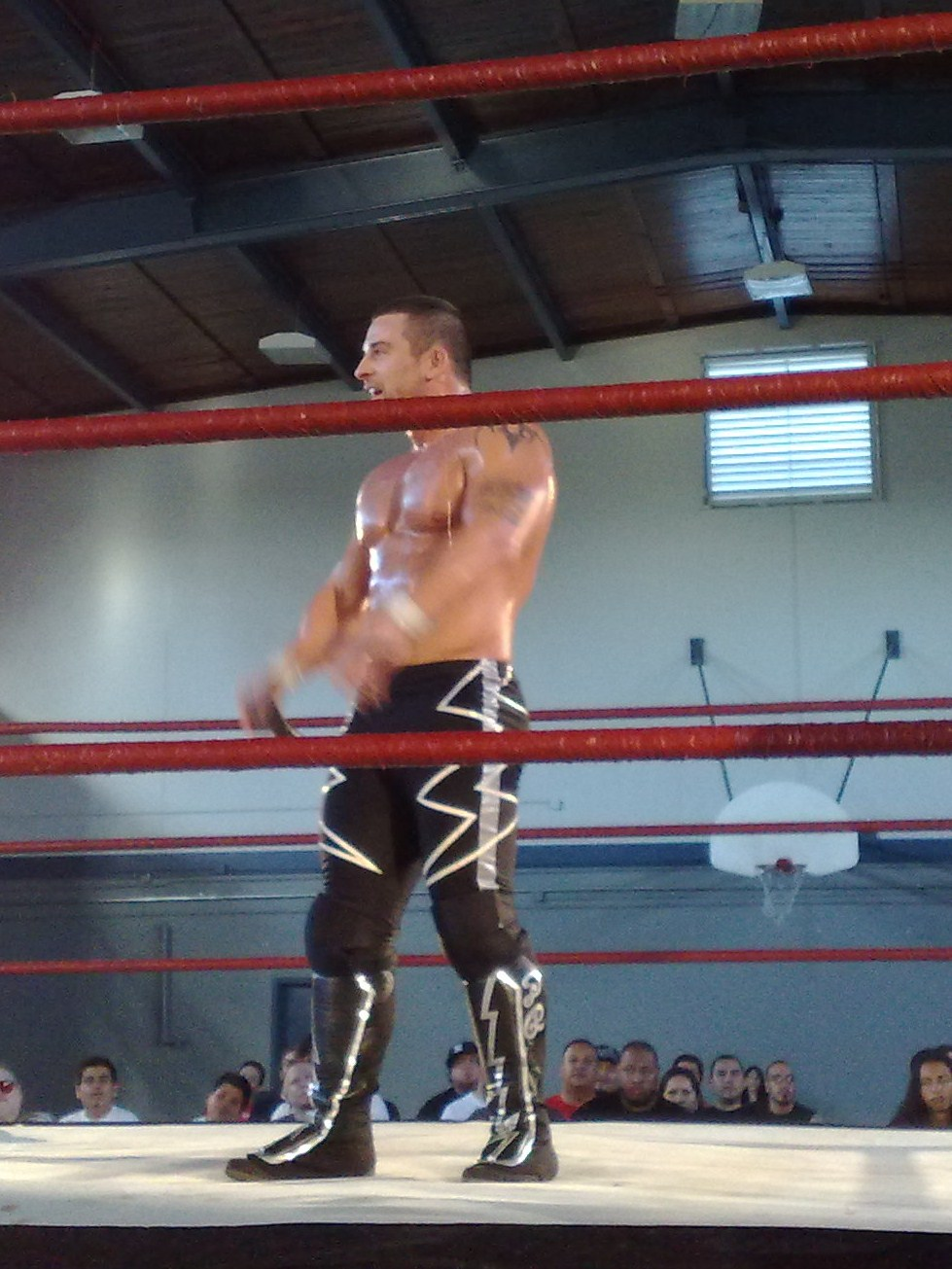
Richards en el ring en 2008

Larry Sweeney luego anunció que Richards y Eddie Edwards harían pareja para formar The American Wolves. Su primera pelea sería en una Triple Threat Tag Team Elimination Match en All-Star Extravaganza IV contra The Briscoes y European Union (Claudio Castagnoli & Nigel McGuinness). Ellos eliminaron a European Union pero luego fueron eliminados por The Briscoes. Más tarde esa noche Richards atacó a Kevin Steen en la rodilla con un tubo. A la noche siguiente en Final Battle 2008 hicieron equipo con Gō Shiozaki para enfrentar a Brent Albright, Erick Stevens y Roderick Strong, pero salieron derrotados. Luego atacaron a The Briscoes, atacando al ya lesionado de la rodilla Mark Briscoe dejándolo fuera de acción. Kevin Steen y El Generico trataron de ayudar a The Briscoes pero The Wolves no se los permitieron.
Comenzando el 2009, luego de derrotar a Strong dos veces con diferentes parejas, The Wolves tuvieron su primera oportunidad por el Campeonato Mundial contra Steen y El Generico en Motor City Madness, donde fueron derrotados. Richards luego luchó contra Tyler Black siendo derrotado por él en Proving Ground Night 1. En Proving Ground Night 2 Richards perdió contra Kevin Steen, y luego de la lucha atacó a El Generico en la rodilla con una silla. En Stylin' & Profilin' The American Wolves y Chris Hero derrotaron a Kevin Stee, El Generico y Bobby Dempsey, que concedió a The Wolves otra oportunidad por el título. Antes de su pelea por los títulos en Nueva York, Richards fue escogido para ser el compañero del Campeón Mundial de ROH Nigel McGuinness para enfrentarse a El Generico y a KENTA, pero Richards y McGuinness perdieron la lucha. La noche siguiente The Wolves perdieron la pelea por los títulos en pareja de ROH contra Steen y El Generico, luego de que Richards se rindiera al «Sharpshooter» de Steen. Luego de la pelea The Wolves atacaron a Steen con sillas, y luego quebraron una mesa con El Generico.
Richard se enfrentó a su antiguo mentor KENTA en una lucha por el GHC Junior Heavyweight Championship, que tuvo lugar en Supercard of Honor IV en Houston. A pesar de haber perdido, Richard recibió una ovación al final de la lucha. El 10 de abril, The American Wolves fueron capaces de capturar los Campeonatos Mundiales en Parejas de ROH de Steen y El Generico en una Tables Are Legal Match. En Tag Title Class pusieron sus títulos en línea contra Bryan Danielson & Tyler Black. La lucha terminó en empate luego de 45 minutos (tiempo límite), la primera vez que ocurría esto en una lucha en equipos en Ring of Honor. La siguiente semana Richards derrotó a Kevin Steen, luego él y Edwards derrotaron a Steen y a Jay Briscoe en una 2-out-of-3 Falls Match para retener los Campeonatos Mundiales en Parejas.
En Glory By Honor VIII: The Final Countdown, the Wolves retuvieron los títulos ante Steen & Generico en un Ladder War II. El 13 de noviembre, Richards se enfrentó a Austin Aries por el Campeonato Mundial, pero fue derrotado. El 19 de diciembre, en Final Battle, perdieron los títulos ante The Briscoe Brothers.
El 2 de mayo, Richards había derrotado a Tyler Black para ganar el FIP World Heavyweight Championship, su primer título individual. Lo retuvo hasta el 6 de diciembre de 2009, perdiéndeolo ante Masaaki Mochizuki en un evento de Dragon Gate. Sin embargo, el 23 de enero de 2010, derrotó a Mochizuki, ganando por segunda vez el campeonato.

#### 2010–2011

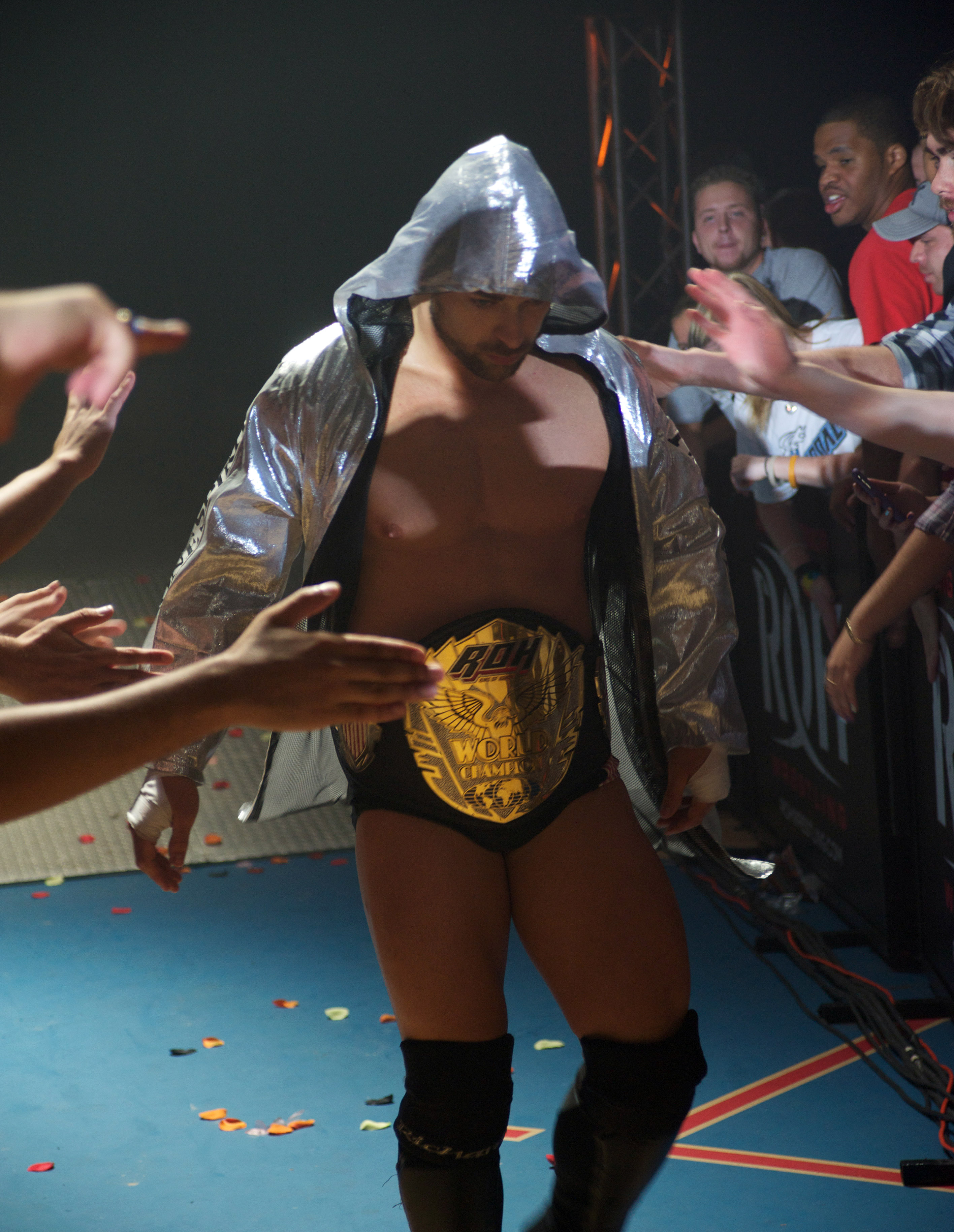
Richards, entrando a Final Battle como Campeón Mundial de ROH.

El 5 de febrero en Ring of Honor Wrestling, participó en un torneo para coronar al primer Campeón Mundial Televisivo de ROH, derrotando a Delirious y a Kenny King. Sin embargo, el 5 de marzo fue derrotado en la final por su compañero Eddie Edwards. El 3 de abril, Richards consiguió el número 5 en el Pick 6 Series al derrotar a Kenny King en The Big Bang!.
El 19 de junio en Death Before Dishonor VIII se enfrentó a Tyler Black por el Campeonato Mundial Peso Pesado de ROH, pero fue derrotado. El 16 de julio en Ring of Honor Wrestling, Richards perdió ante Roderick Strong en un combate donde Strong apostaba un combate por el título. Durante la lucha, rechazó la asistencia de Shane Hagadorn, su mánager y, al terminar, le atacó por adjudicarse el mérito de convertirle en el mejor luchador del mundo, terminando su asociación. En Final Battle, se enfrentó al entonces Campeón Mundial Roderick Strong por el título, pero volvió a ser derrotado. Finalmente, el 26 de junio de 2011, en Best in the World 2011, Richards derrotó a su compañero Eddie Edwards para ganar el Campeonato Mundial de ROH por primera vez. Tuvo su primera defensa el 3 de julio de 2011 en un evento llamado Solowrestling Live, siendo la primera vez que se defendía el título en España. En Barcelona se enfrentó a Tommy End, reteniendo Richards. En Final Battle, Richards defendió con éxito el título ante Edwards.

#### 2012–2013
El 7 de enero de 2012, en Ring of Honor Wrestling, Richards formó el Team Ambition con Kyle O'Reilly como respuesta al equipo formado por Eddie Edwards y Adam Cole. El 4 de marzo en 10th Anniversary Show, Team Ambition fue derrotado por Edwards & Cole cuando Cole cubrió a Richards para ganar. Durante el fin de semana de Showdown in the Sun, el 30 y 31 de marzo, tuvo dos defensas exitosas, la primera contra Edwards y Roderick Strong y la segunda contra Michael Elgin. Su lucha con Elgin recibiría la calificación de 5 estrellas por Dave Meltzer, del Wrestling Observer Newsletter. Finalmente, perdió el campeonato en Border Wars ante Kevin Steen. En Best in the World: Hostage Crisis, tuvo su última oportunidad por el título mientras Steen fuera campeón, pero volvió a ser derrotado. Tras esto, se convirtió en el mentor de Bobby Fish. Sin embargo, cuando hizo las paces con su otro pupilo, Kyle O'Reilly, Kyle le atacó. Cuando ambos pelearon, Fish apareció en el ring, pero atacó a Richards, cambiando a heel. Para enfrentarse a ambos, en Final Battle: Doomsday, Richards volvió a formar The American Wolves junto a Eddie Edwards, ganando el combate. El 3 de agosto de 2013, en All Star Extravaganza, derrotaron a Forever Hooligans (Alex Koslov & Rocky Romero), ganando por segunda vez el Campeonato Mundial en Parejas de ROH. Sin embargo, lo perdieron el 17 de agosto ante reDRagon. El 20 de septiembre de 2013 en Death Before Dishonor XI, the American Wolves se enfrentaron sin éxito a the Forever Hooligans por el Campeonato Júnior Peso Pesado de la IWGP. El 30 de noviembre, Richards anunció que dejaba ROH.

### Total Nonstop Action Wrestling / Impact Wrestling (2014–2017)

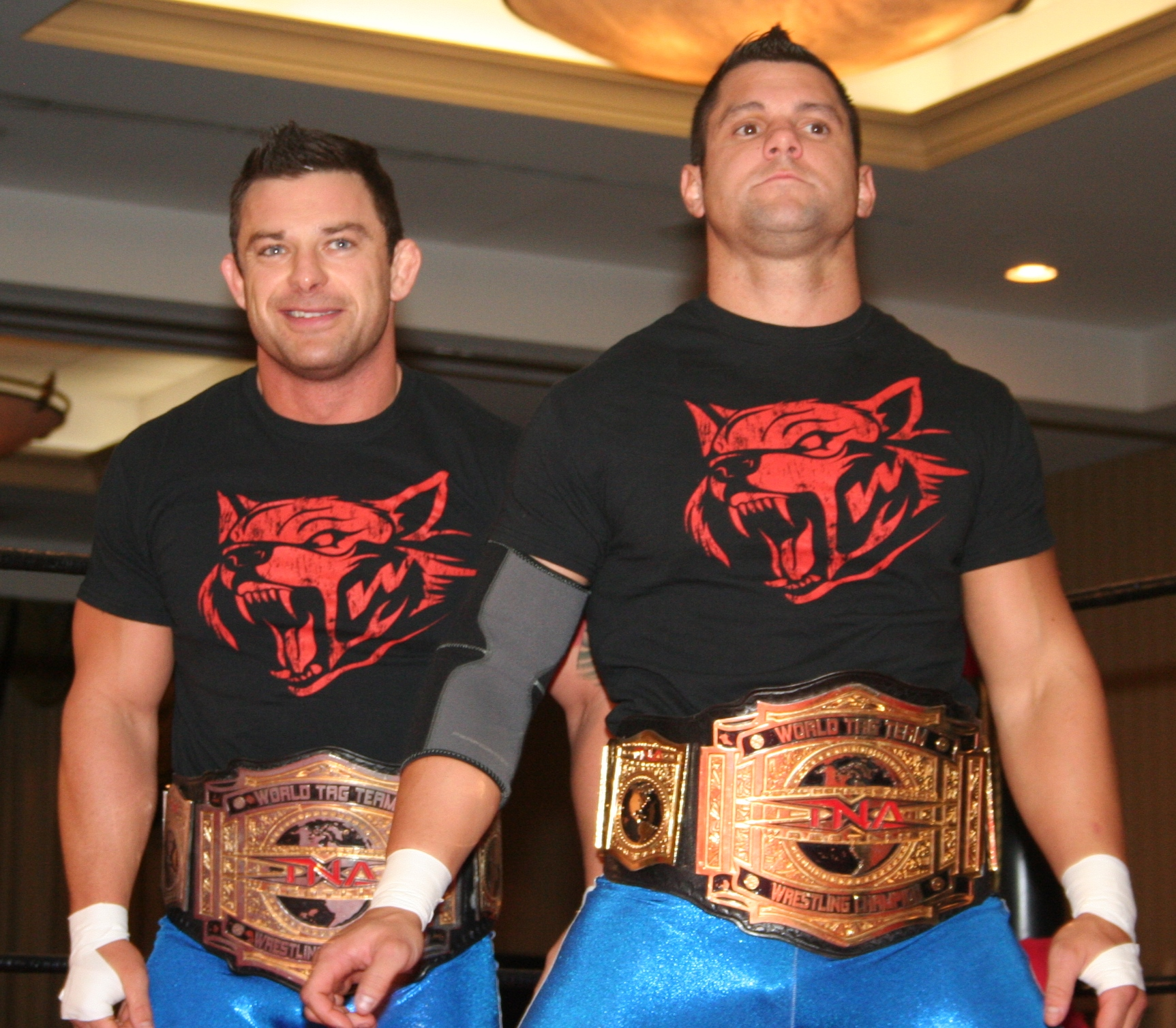
Edwards y Richards como Campeones Mundiales en Parejas de la TNA durante su segundo reinado en agosto de 2014.

Tras no firmar con la WWE, el 16 de enero de 2014, Edwards y Richards aparecieron en la primera semana de especial Genesis de Impact Wrestling como The Wolves, en un segmento con la presidenta de Dixie Carter, donde les dio la bienvenida y les ofreció una lucha de prueba en el siguiente episodio de Impact Wrestling antes de que le informaron que ellos ya firmaron contratos con la empresa, cortesía del inversor privado, MVP. The Wolves hicieron su debut en el ring en un Six-Man Tag Team Match, haciendo equipo con Samoa Joe para derrotar a The BroMans (Robbie E, Jessie Godderz y Zema Ion). El 23 de febrero, The Wolves ganaron el Campeonato Mundial en Parejas de la TNA por primera vez al derrotar a The BroMans. Después de un reinado de una semana, The Wolves perdieron el campeonato ante The BroMans en el evento de WRESTLE-1 Kaisen: Outbreak en Tokio, Japón en un Three-Way Match, que también incluyó a Team 246 (Kaz Hayashi y Shūji Kondō). El 27 de abril en el pay-per-view Sacrifice, The Wolves recuperaron el campeonato al derrotar a Robbie E, Godderz y DJ Z en un 2-on-3 Handicap Match. El 15 de junio de 2014 en Slammiversary XII Richards compitió en un Six-Way Ladder Match por el Campeonato de la División X de la TNA, que fue ganado por Sanada. The Wolves volvieron a WRESTLE-1 el 6 de julio, defendiendo con éxito el Campeonato Mundial en Parejas de la TNA contra Junior Stars (Kōji Kanemoto & Minoru Tanaka). También retuvieron el campeonato en luchas contra Bram y Magnus y The Hardys (Matt & Jeff Hardy). En agosto de 2014, Richards sufrió una lesión de tibia en su pierna. Más tarde se declaró que su lesión sólo era menor y que regresaría a tiempo para las próximas grabaciones de Impact Wrestling.

### Major League Wrestling (2021-2023)
El 10 de marzo de 2021, Global Syndicate Wrestling anunció que Richards regresará a la lucha libre profesional en junio.

### Regreso a Impact Wrestling (2022)
En Slammiversary, el 19 de junio de 2022, Richards regresó a Impact Wrestling, haciendo equipo con Alex Shelley, Chris Sabin, Frankie Kazarian y Nick Aldis para derrotar a Honor No More (Eddie Edwards, Matt Taven, Mike Bennett, PCO y Vincent).

## En lucha
- Movimientos finales
  - 14:59 (Keylock)[51][52]
  - Cloverleaf[53][54]
  - Crucifix armbar[5]

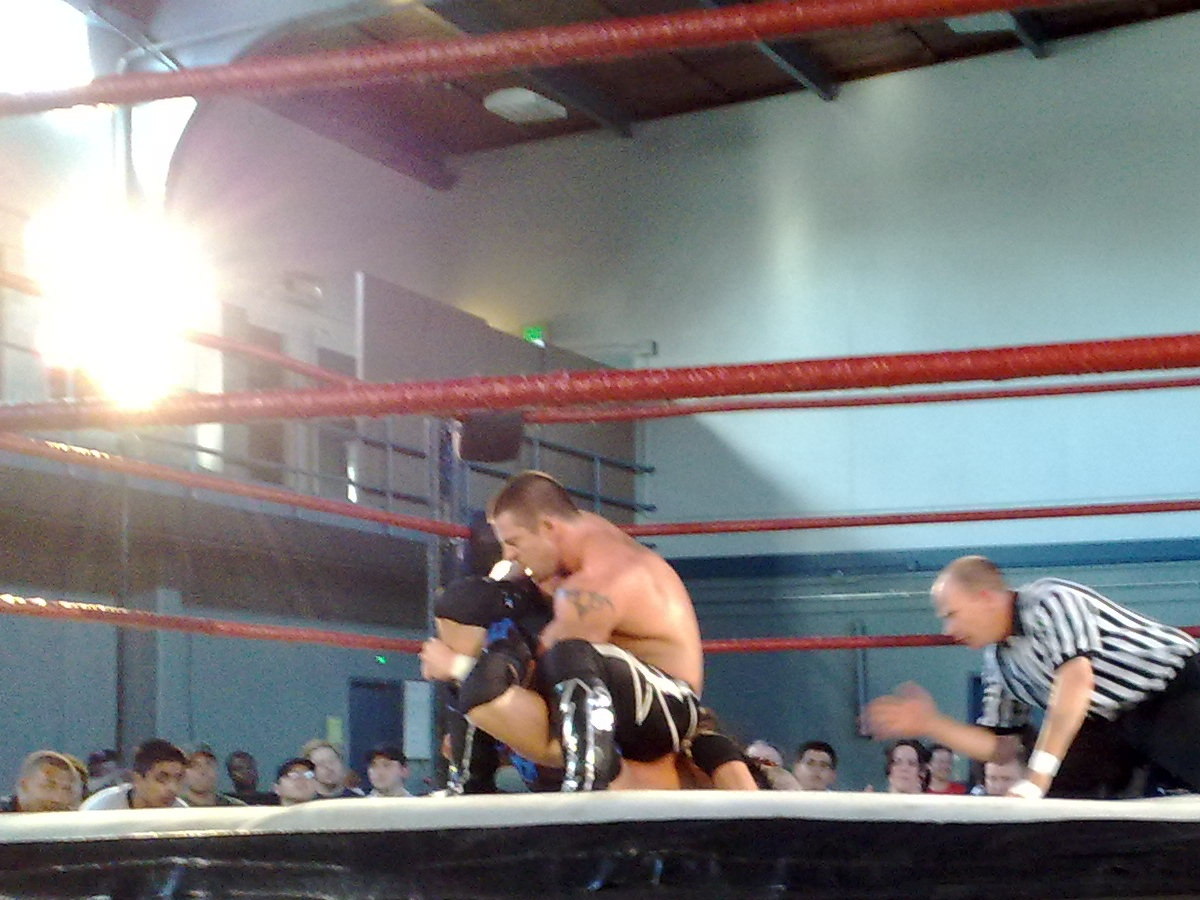
Richards haciéndole un cloverleaf a Austin Aries.

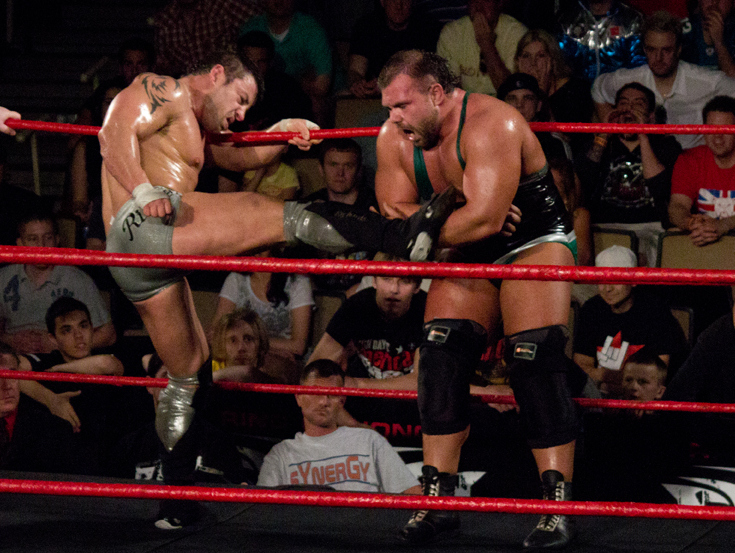
Richards golpeando a Michael Elgin con una shoot kick.

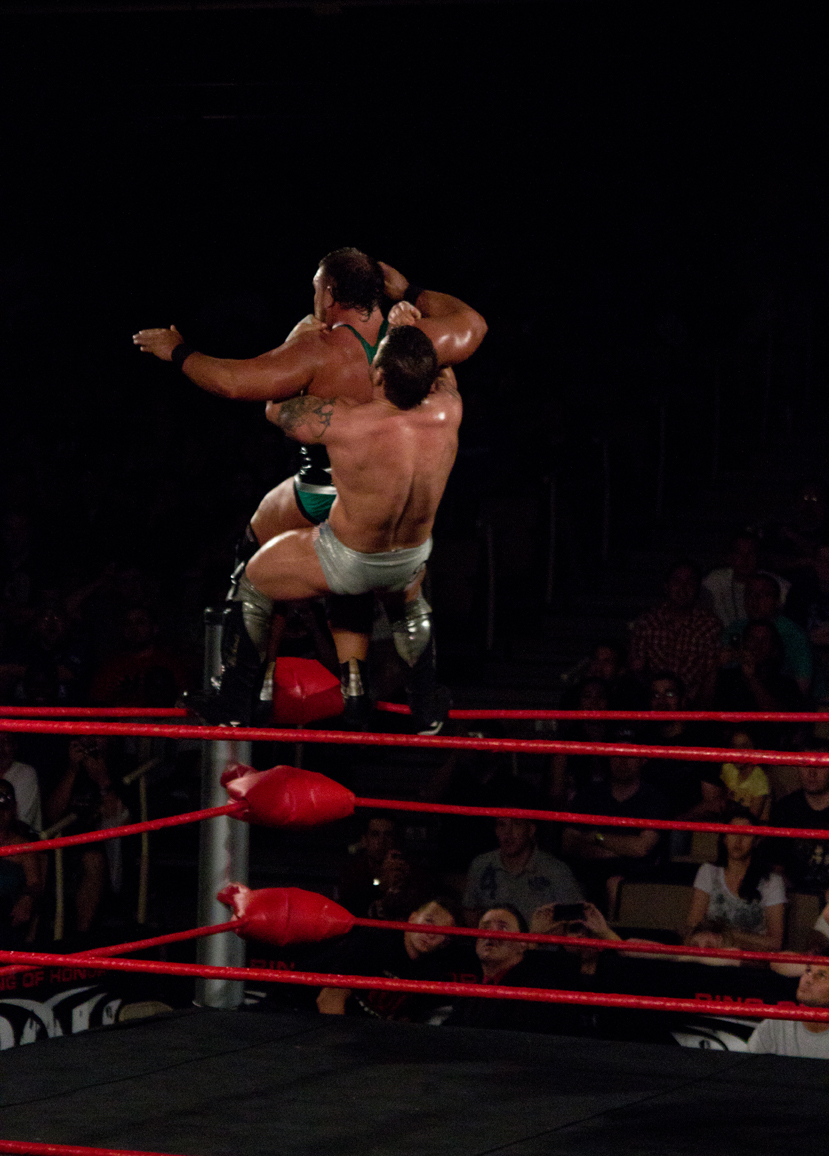
Richards aplicándole un German superplex a Michael Elgin.

  - DR Driver / Tiger Suplex '98 (Double underhook piledriver, a veces desde la segunda cuerda)[1][4][55]
  - DR Driver II (Double underhook brainbuster)[1][55]
  - Folding powerbomb[56][57] – NJPW
  - Kimura con neckscissors[58]
  - Sharpshooter[59][60]
  - Shooting star press[1][55]
- Movimientos de firma
  - Alarm Clock / Go 2 Sleep II (Military press drop arrojado hacia una patada al pecho del oponente)[1][58][61]
  - Body slam[1]
  - Damage Reflex (Handspring enzuigiri)[1][62]
  - Diving leg drop[1]
  - Double knee backbreaker[1]
  - Fireman's carry gutbuster[1]
  - Horse Collar (Over the shoulder single leg Boston crab)[1][58]
  - Múltiples shoot kicks, a veces cintra un oponente sentado[1]
  - Multiple suplex variations
    - German[1][62]
    - Saito[1]
    - Snap[1][62]
    - Tiger[1]

  - Pendulum backbreaker[1]
  - Running elbow smash contra un oponente en la esquina[1]
  - Running powerslam[1]
  - Running sitout powerbomb[1]
  - Snap DDT[1]
  - Springboard dropkick[1]
  - STO[1]
  - Suicide dive[1]

- Mánagers
  - Dave Prazak[1]
  - Mr. Milo Beasley[1]
  - Larry Sweeney[1]
  - Shane Hagadorn[63]
  - Sara Del Rey[63]

- Apodos
  - "The Lone Wolf"[64]
  - "The American Wolf"[26]

## Campeonatos y logros
- Full Impact Pro/FIP

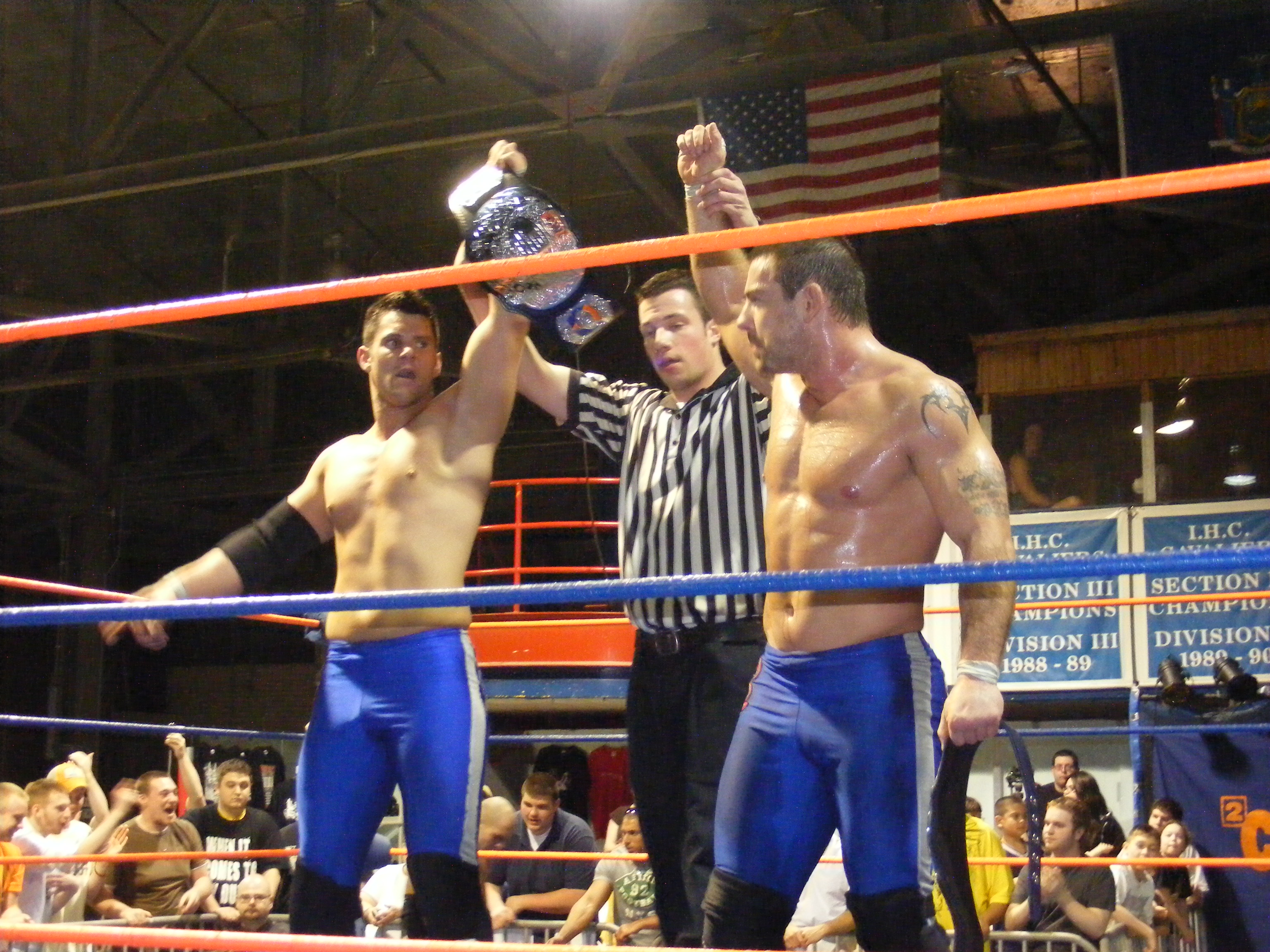
Richards (derecha) con Eddie Edwards luego de ganar los 2CW Tag Team Championship en 2010

  - FIP World Heavyweight Championship (2 veces)

- Major League Wrestling/MLW
  - MLW National Openweight Championship (1 vez)
  - MLW Opera Cup (2021)

- New Japan Pro Wrestling/NJPW
  - IWGP Junior Heavyweight Tag Team Championship (2 veces) – con Rocky Romero

- Pro Wrestling Guerrilla/PWG
  - PWG World Championship (1 vez)
  - PWG World Tag Team Championship (3 veces) – con Super Dragon (2) y Roderick Strong (1)
  - Battle of Los Angeles (2006)

- Ring of Honor/ROH
  - ROH World Championship (1 vez)
  - ROH World Tag Team Championship (3 veces) – con Rocky Romero (1) y Eddie Edwards (2)

- The Wrestling Revolver
  - PWR Tag Team Championship (1 vez) – Eddie Edwards

- Total Nonstop Action Wrestling/TNA
  - TNA World Tag Team Championship (5 veces) – con Eddie Edwards

- Wrestling Superstar
  - Wrestling Superstar Tag Team Championship (1 vez)[65] - con Eddie Edwards

- Pro Wrestling Illustrated
  - Situado en el #145 en los PWI 500 de 2006[66]
  - Situado en el #76 en los PWI 500 de 2007[67]
  - Situado en el #107 en los PWI 500 de 2008[68]
  - Situado en el #77 en los PWI 500 de 2009[69]
  - Situado en el #32 en los PWI 500 de 2010[70]
  - Situado en el #25 en los PWI 500 de 2011[71]
  - Situado en el #7 en los PWI 500 de 2012[72]

- Wrestling Observer Newletter
  - Equipo del Año (2009) con Eddie Edwards
  - Luchador Más Destacado (2011)
  - Lucha de 5 estrellas (2012) vs. Michael Elgin, 31 de marzo[30]